# Agesilau (historiador)
Agesilau (grec antic: Ἀγησίλαος, Agēsílāos) fou un historiador grec que va escriure una història d'Itàlia alguns fragments de la qual foren conservats per Plutarc.